# Liste der Bischöfe von Kefalonia
Die folgenden Personen waren Bischöfe des Bistums Kefalonia auf Kefalonia (Griechenland):
- Benedikt (1207–1228)
- Ioannes Georgius (1252)
- Palmerius de Gallucio (1252)
- Henricus Paduanus (1264–1273)
- Nerucius oder Rainerius (1340)
- Nicolaus (1341)
- Emmanuel (1350)
- Daniel (1370)
- Persevallus de Aleria (1370–1375)
- Angelus de Cotronio (1375–1383)
- Princivallus (1385)
- Blasius (1385–1396)
- Petrus Ioannes (1396–1398)
- Gregorius Nardi (1400–1427)
- Antonius de Morellis (1427–1430)
- Domenicus de Pupio (1430–1437)
- Ioannes (1437–1443)
- Ioannes Iacobus (1443)
- Ioannes de Arcadia oder Ioannes Ungara (1458–1463)
- Ioannes Antonius Scardemetus (1463–1488)
- Marcus de Franceschi (1488–1521)
- Ferdinand de Medici (1521–1550)
- Ioannes Francescus Commendoni (1555–1560)
- Ioannes Petrus Delphinus OSA (1560–1574)
- Paulus de Grasso Bonomien (1574–1588)
- Domenicus Carlus (1589–1595)
- Raphael Invitiatus (1597–1611)
- Marcus Pasqualigus (1611–1624)
- Ioannes Michael de Varolis (1625–1634)
- Constantinus de Rubeis (1634–1640)
- Ioannes de Rubeis (1640–1644)
- Franciscus Gozzadini (1654–1673)
- Hyacinthus Maria Conigli (1675–1694)
- Epiphanius Fanelli (1695–1697)
- Ioannes Vincentius de Philippis (1698–1718)
- Ioannes Chrysostomus Calvi (1718–1729)
- Iosephus Caccia (1729–1730)
- Caesar Bonaiuti (1731–1736)
- Balthasar Maria Remondini (1736–1777)
- Bernardus Bocchini (1778–1785)
- Franciscus Mercati (1785–1804)
- Aloysius Scacoz, OFM (1815–1831) (auch Bischof von Zakynthos)
- Aloysius Lastaria (1831–1836)
- Ioannes Thomas Hynes (1838–1839)
- Evangelista Boni (1872–1897)
- Dionisius Rosarius Nicolosi (1885–1890) (auch Bischof von Chios)